# Moëze
Moëze település Franciaországban, Charente-Maritime megyében. Lakosainak száma 592 fő (2022. január 1.). Moëze Beaugeay, Saint-Froult, Saint-Nazaire-sur-Charente, Soubise és Marennes-Hiers-Brouage községekkel határos.

## Népesség
A település népességének változása:
| Lakosok száma | 280  | 383  | 467  | 518  | 551  | 554  | 564  | 585  | 596  | 592  |
|               | 1968 | 1982 | 1990 | 2006 | 2013 | 2015 | 2017 | 2019 | 2020 | 2022 |